# Redoxní pár
Redoxní pár (také oxidačně-redukční pár) je dílčí reakce, která je součástí redoxní reakce. V obecné formě platí:
{\displaystyle \mathrm {Red\ \rightleftharpoons \ Ox\ +{\mathit {n}}\ e^{-}} },
kde Red značí redukující, Ox oxidující formu částice (molekuly, atomu nebo iontu) a e− značí elektron. Při čtení daného zápisu zleva doprava vystupuje Red jako donor elektronu. Při čtení zprava doleva vystupuje Ox jako akceptor. Alternativně můžeme hovořit i o redukčním a oxidačním činidle:
| {\displaystyle \mathrm {\text{redukční činidlo}} } | {\displaystyle \mathrm {\ {\xrightarrow[{}]{oxidace}}} } | {\displaystyle \mathrm {{\text{oxidační činidlo}}\ \ +\ {\mathit {n}}\ {\text{elektronů}}} } |
| {\displaystyle \mathrm {\text{redukční činidlo}} } | {\displaystyle \mathrm {\ {\xleftarrow[{redukce}]{}}} }  | {\displaystyle \mathrm {{\text{oxidační činidlo}}\ \ +\ {\mathit {n}}\ {\text{elektronů}}} } |
K popisu redoxní reakce jsou nezbytné alespoň dva redoxní páry, za běžných chemických podmínek se totiž samovolně nevyskytují volné elektrony, které by se mohly účastnit reakce. Jakmile se v jakékoliv dílčí reakci formálně uvolní jeden elektron, pak musí proběhnout další dílčí reakce, která daný elektron přijme:
{\displaystyle {\begin{aligned}{\text{Red}}_{1}\ &\ \rightleftharpoons \ {\text{Ox}}_{1}\ +\ {\text{e}}^{-}&&{\text{1. redoxní pár}}\\{\text{Ox}}_{2}\ +\ {\text{e}}^{-}&\ \rightleftharpoons \ {\text{Red}}_{2}&&{\text{2. redoxní pár}}\\-------&---------\\{\text{Red}}_{1}\ +\ {\text{Ox}}_{2}&\ \rightleftharpoons \ {\text{Ox}}_{1}\ +\ {\text{Red}}_{2}&&{\text{redoxní reakce}}\\\end{aligned}}}

## Příklady
Jako příklad můžeme provést jednoduché rozpuštění měděné tyče ve vodném roztoku obsahujícím ionty stříbra. Měď se zde oxiduje zatímco stříbro se během reakce redukuje na jednotlivé atomy.
{\displaystyle {\begin{aligned}{\text{Cu}}\ &\ \longrightarrow \ {\text{Cu}}^{2+}+\ 2\ {\text{e}}^{-}&&{\text{1. redoxní pár, následuje oxidace}}\\2\ {\text{Ag}}^{+}\ +\ 2\ {\text{e}}^{-}&\ \longrightarrow \ 2\ {\text{Ag}}&&{\text{2. redoxní pár, následuje redukce}}\\-------&---------\\{\text{Cu}}\ +2\ {\text{Ag}}^{+}&\longrightarrow \ {\text{Cu}}^{2+}+\ 2\ {\text{Ag}}&&{\text{redoxní reakce}}\\\end{aligned}}}
Dílčí reakce může být také komplexnější. Zde je nutné odhadnout vhodná oxidační čísla příslušných atomů. V kyselém vodném roztoku reaguje dusitan sodný na dusičnan, zatímco je přidáván manganistan draselný. Kyselina manganistá se zde redukuje na Mn2+ iont. V dílčí reakci manganu jsou jeho oxidační stupně rozhodující, oproti tomu oxidační stupně atomů kyslíku a vodíku zůstanou nezměněny.
{\displaystyle \mathrm {{\overset {+7}{Mn}}O_{4}^{-}\ +\ 8\ H_{3}O^{+}+5\ e^{-}\longrightarrow {\overset {+2}{Mn^{2+}}}+12\ H_{2}O} }